# 삼충사 (평원군)
평원 삼충사(平原 三忠祠)는 평안남도 평원군 평원면(영유(永柔)) 영덕리에 있는 사우이다.
조선 정부에서는 1603년 평안도 영유(永柔)에 제갈량을 모시기 위해 사당을 지어 와룡사(臥龍祠)라 불렀고, 1661년(현종 2년) 사액을 내렸다.
1695년(숙종 21년) 송나라 충신 악비를 와룡사에 배향하도록 하였다. 그리고 1750년(영조 26년) 송나라 말기의 충신 문천상을 함께 배향하도록 하는 한편, ‘삼충사’라는 사액을 내렸다.

## 같이 보기
- 제갈량
- 악비
- 문천상